# Tupi (peuple)
Pour les articles homonymes, voir Tupi.
Pour les articles ayant des titres homophones, voir Langues tupi et Toupie.
 (juin 2020).

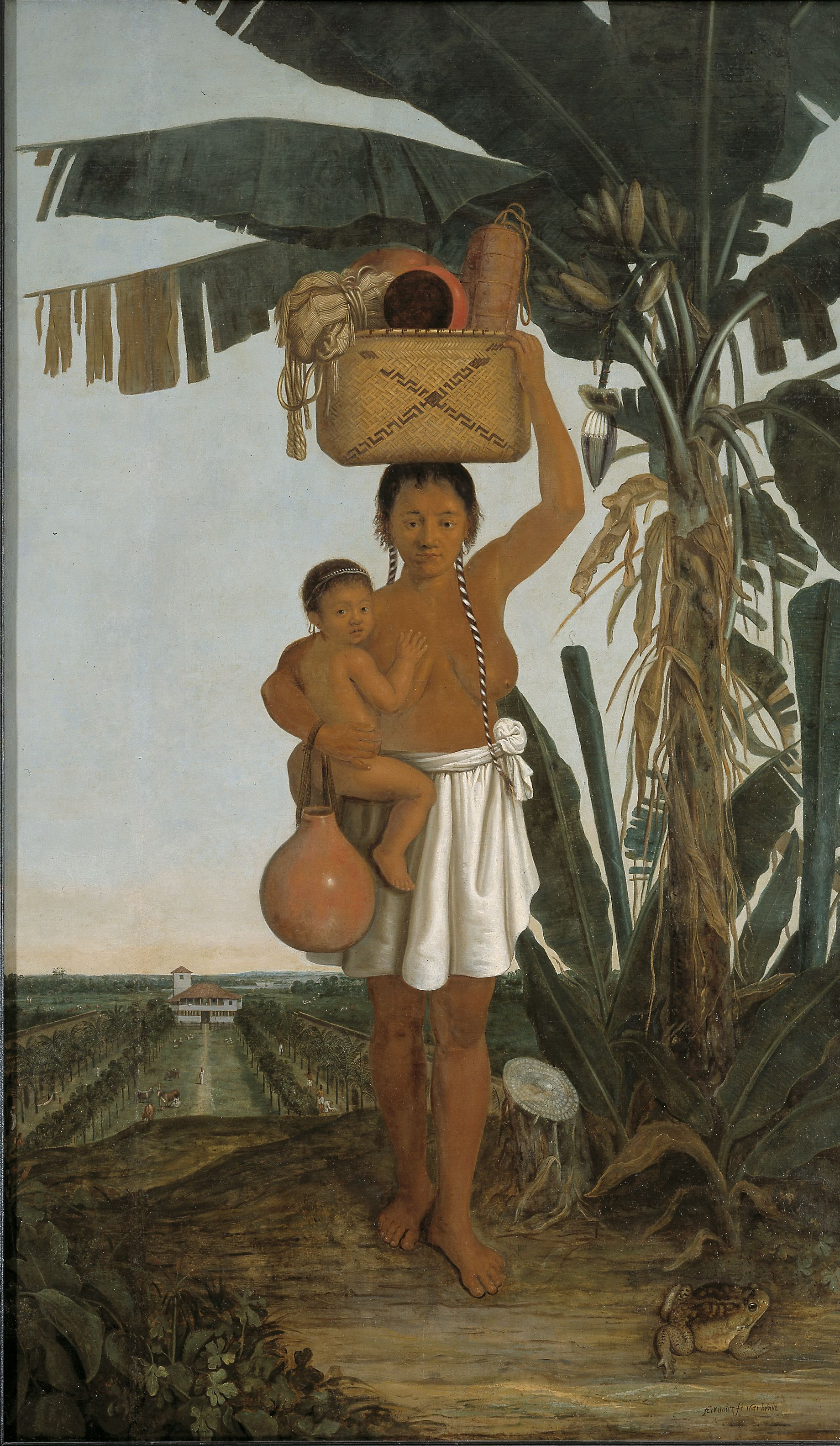
Une femme tupi

Les Tupi sont les Amérindiens autochtones de la côte brésilienne qui ont été assimilés, principalement par les femmes, aux colons, et qui ont laissé un héritage considérable dans la culture, la grammaire, le vocabulaire et la population brésilienne. Il en subsiste quelques tribus.

## Origine
Les Tupi avaient en commun une langue, le tupi (voir plus bas le paragraphe Précision) et, semble-t-il, une origine géographique et historique. On suppose qu’ils sont arrivés plus tardivement que les autres Amérindiens, vers le Ve siècle apr. J.-C., sur ces territoires côtiers, venant du nord de ce qui est aujourd’hui le Paraguay, aux dépens de tribus moins agressives, Goïtacaz, Aimoré et Tremembé. Ils contrôlaient les côtes du Brésil entre les sources de l'Uruguay et l'embouchure de l'Amazone, ainsi qu’une grande partie de l’intérieur du pays sur une profondeur de cent à trois cents kilomètres.
Comme l'explique Eduardo Navarro dans son Dictionnaire des Tupi anciens (2013), les différents peuples Tupi pensaient descendre d'un personnage mythologique appelé Tupi (pt). Pour cette raison, de nombreuses tribus Tupi avaient des ethnonymes commençant par « tupi », comme les Tupinambás, les Tupinaquis (pt), les Tupigués (pt) et les Tupiminós (pt). Cependant, le culte principal chez les Tupi qui habitaient la côte du Brésil au XVIe siècle n'était pas celui de Tupi, mais celui de Jurupari (pt). Tupan (pt), « le tonnerre », était une divinité secondaire sans rite propre. C'est pour cette raison que les prêtres catholiques, qui cherchaient à propager le christianisme parmi les Indiens, ont choisi Tupan comme symbole du dieu chrétien (« Dieu le Père », de tuv « père » et pãv « à tous »), afin d’en faciliter l'acceptation, en greffant les principes chrétiens sur la figure de Tupan. En parallèle, ils associaient Jurupari au diable chrétien, afin d'en décourager le culte.
Ils étaient à l’origine sept confédérations différentes mais toutes liées entre elles par cette seule et même langue, du sud ou nord :
- les Tamoios, « les ainés », qui conduiront une importante révolte au XVIe siècle au sein du peuple Tupinamba ;
- les Temimino ;
- les Tupiniquim, « le peuple d'à côté », « les collatéraux » ;
- les Tupinamba, « le peuple ancestral », « les plus anciens » ;
- les Caetés ;
- les Tabajara, « les valeureux » ;
- les Potiguaras, « les mangeurs de crevettes ».

Les deux premiers ont aujourd'hui disparu. Les Tupinamba étaient également implantés dans le Pará à l'extrême nord et les Tupiniquim à l'extrême sud dans le Parana.
S'y  ajoutaient quatre tribus :
- les Viata ;
- les Amoipira ;
- les Aricobé ;
- les Tupinae.

Au nord de l'Amazone, les Teko et les Wayampi de Guyane sont également des tupis.
On estime qu'au XVe siècle, 900 000 Amérindiens environ, pour la plupart de langue tupí, vivaient sur la côte brésilienne.

## Rencontre avec les Européens
Les Européens rencontrèrent pour la première fois les Tupis lorsqu’ils découvrirent le Brésil. En 1507, les navires portugais sillonnant les côtes africaines se laissèrent emporter et ne visitèrent que très brièvement le continent. Les descriptions faites des Tupis par les premiers voyageurs à s’aventurer au Brésil choquèrent et éveillèrent la curiosité de l’Europe. Les Tupis avaient une vie simple basée sur la chasse et l’agriculture et ils se promenaient complètement nus. Ils n’étaient pas très attachés à la notion de propriété. Ils faisaient des hôtes merveilleux pour les explorateurs et les commerçants qui cherchaient du bois brésilien et travaillaient pour quelques babioles et d’autres outils en fer.
Après un séjour plus poussé au contact de la culture tupi, elle s’avéra bien plus complexe qu’elle n’était apparue au départ. La plupart des terres qu’ils occupaient étaient des forêts tropicales qui ne pouvaient servir à l’agriculture et ne regorgeaient pas d’animaux sauvages. Les sections de terre devaient être défrichées puis cultivées  pour seulement quelques saisons et devaient être abandonnées lorsque le sol s’épuisait. Les populations devaient donc ainsi se déplacer constamment, ce qui provoquait des frictions avec les populations voisines et un état de guerre quasi permanent.
En fait, les Tupis étaient de redoutables guerriers. Les guerres auxquelles ils se livraient avaient le but de maintenir la population de la région sous leur contrôle. Ils étaient d’excellents tireurs à l’arc (ils nommaient leurs arcs « orapat »), mais tout comme les Aztèques, ils préféraient les massues (qu'ils nommaient « tacapé »). L’objectif principal des combats était de capturer des prisonniers. Ils étaient temporairement réduits en esclavage puis mangés lors de rites très élaborés destinés à rendre furieuses les autres tribus et à encourager d’autres guerres. Les prisonniers apportaient de la main-d’œuvre mais étaient aussi une source de protéines. Selon les termes de leur culture, c’était un honneur d'être mangé dans ces circonstances.
Malgré leur cannibalisme et les autres caractéristiques exotiques de leur culture, les Tupis et les Européens vécurent en bons termes pendant plus d'une génération après s'être découverts mutuellement. Les Tupis travaillaient pour fournir les bûches de bois brésilien et les échanger contre des outils en fer et des babioles. Cependant, tout le bois nécessaire, si facile à obtenir, finit par être débité et les Tupis obtinrent tous les outils et babioles qu’ils désiraient. Ils perdirent bientôt tout intérêt pour le commerce des marchandises et refusèrent de travailler sous aucune circonstance. Leur population était décroissante en raison des maladies importées d’Europe, qui touchaient l’ensemble de la population. Ils préférèrent retourner à leur mode de vie originel, désormais rendu plus facile grâce à de meilleurs outils.
Mais les Européens n’allaient pas laisser faire. Les prairies qui longeaient la côte et les forêts brésiliennes défrichées offraient un terrain idéal pour la culture de la canne à sucre laquelle nécessitait un travail intensif. Lorsque les Tupis refusèrent de travailler, les planteurs commencèrent à acheter des prisonniers aux Tupis pour les utiliser comme main-d’œuvre et encouragèrent les guerres de destruction réciproque pour faire davantage de prisonniers. Selon la politique des Européens, mieux valait tuer un esclave au travail que le manger, un point de vue que ne partageaient pas les Tupis.

## La fin des Tupi
Lorsque le commerce des prisonniers n’apporta plus la main-d’œuvre adéquate, les colons européens en vinrent progressivement à faire la guerre aux Tupis. En très peu de temps, les tribus Tupis qui peuplaient la côte furent décimées du fait des guerres et des maladies, asservies ou chassées vers l’intérieur des terres. Les chasseurs d’esclaves remontèrent les rivières vers la forêt tropicale à la recherche de l’« Or rouge ». Les Européens se justifièrent en invoquant les pratiques cannibales des Tupis et leur refus du christianisme.
Les Tupis disparurent de la plupart des terres qu’ils occupaient au moment du premier contact avec les Européens. Leurs descendants en tant que tribus survivent aujourd’hui dans les forêts tropicales menacées du Brésil. Ils ne sont plus qu'un nombre infime en comparaison du million estimé de l'ensemble des tribus et groupes apparentés au moment de l'arrivée des Européens.
Toutefois comme le note Darcy Ribeiro, les premiers Européens, essentiellement Portugais, étant arrivés avec très peu de femmes, se sont rapidement fondus pour la plupart dans la population amérindienne de la côte, profitant des coutumes locales en vigueur (polygamie et "cunhadismo" à savoir formation de liens de parenté par mariages). Ils ont ainsi constitué la première source de métissage et de miscégénation qui a pu, à partir d'un nombre très faible de colons au départ, former du XVIe au  XVIIIe siècle, une population aux caractéristiques mixtes, les caboclos se diffusant dans l'immensité du territoire brésilien, parlant plus la lingua geral, le nheengatu, langue issue du tupinambá utilisé par les Jésuites que le portugais, et incorporant des techniques et outils européens aux méthodes indigènes de culture. L'expulsion des Jésuites sur l'ordre du Marquis de Pombal a réduit par la suite l'influence de la culture tupi, les nouveaux Brésiliens revenant de plus en plus à la langue portugaise. Mais l'héritage du peuple originel tupi est largement présent chez les 200 millions de brésiliens d'aujourd'hui : sur le plan ethnique et biologique bien sûr (pour une bonne part des métissés, et en plus faible proportion souvent ignorée pour beaucoup de blancs et d'autres descendants d'immigrés au fur et à mesure de leur assimilation), mais aussi sur le plan linguistique (le tupi a laissé sa marque dans le portugais brésilien, dans les patronymes et les toponymes), dans la gastronomie et dans la culture en général.

## Précision
En ethnologie, le terme tupi renvoie aux groupes amérindiens dont les langues appartiennent au tronc tupi.
Classiquement, le terme regroupe les peuples qui habitaient le littoral atlantique de l’actuel Brésil, depuis l’État de Rio de Janeiro jusqu’au Nord de l’État de Bahia, voire jusqu’aux États du Pará ou d’Amazonas, selon certains auteurs.
Dans un sens plus large, par leurs similitudes culturelles et ethniques, on réunit souvent les Tupis et les Guaranis (qui occupaient le sud et le sud-est du Brésil, ainsi que le Paraguay et la Bolivie) dans le grand groupe ethnique et linguistique des Tupi-Guarani.